# Ligne 7 du métro de Séoul
Pour les articles homonymes, voir Ligne 7.
La ligne 7 du métro de Séoul (en coréen : 7호선 et officiellement en anglais : Seoul Subway Line 7) est une ligne, représentée par la couleur vert olive, du métro de Séoul. Elle est située à Séoul en Corée du Sud.
Sa construction a débuté en 1990 et son dernier prolongement a été mis en service en 2021.

## Situation sur le réseau

Plan du réseau du métro de Séoul (2023)

La ligne 7 contourne le centre de Séoul par l'est, sur un axe nord sud, puis rejoint les lignes du métro d'Incheon en suivant un axe est-ouest.

## Histoire
Le chantier de construction de la ligne débute en 1990 par une première section centrale de 19 km entre les stations Jangam et Université de Konkuk. Il est mis en service le 11 octobre 1996.
En 2000, la ligne est prolongée vers l'ouest de 26,2 km par la mise en service de deux nouvelles sections : le 29 février 2000, 9,2 km, de Sinpung à Onsu et le 1er août 2000, 17 km, de Université de Konkuk à Sinpung. 
Un nouveau prolongement vers l'ouest et la ligne 1 du métro d'Incheon est mis en construction pour soulager la congestion du trafic dans l'ouest de Séoul et le nord d'Incheon. Le 27 octobre 2012 cette extension de 10,2 km et neuf arrêts est mise en service entre les stations Onsu et Mairie de Bupyeong-gu. 
Le 22 mai 2021 la ligne est de nouveau prolongée vers l'ouest, avec la mise en service des 4,2 km entre les stations Mairie de Bupyeong-gu et Seongnam.

## Infrastructure

### Ligne
Cette ligne allant du nord au sud, ne traverse pas le centre-ville mais relie directement Gangnam aux quartiers nord-est de Séoul.

### Stations
|     |                                |                     |     |      |           |                 |  |  |  |
| 709 | Jangam                         |                     | --- | 0.0  | Uijeongbu |                 |  |  |  |
| 710 | Dobongsan                      |                     | 1.4 | 1.4  | Séoul     | Dobong-gu       |  |  |  |
| 711 | Suraksan                       |                     | 1.6 | 3.0  | Séoul     | Nowon-gu        |  |  |  |
| 712 | Madeul                         |                     | 1.4 | 4.4  | Séoul     | Nowon-gu        |  |  |  |
| 713 | Nowon                          |                     | 1.2 | 5.6  | Séoul     | Nowon-gu        |  |  |  |
| 714 | Junggye                        |                     | 1.1 | 6.7  | Séoul     | Nowon-gu        |  |  |  |
| 715 | Hagye                          |                     | 1.0 | 7.7  | Séoul     | Nowon-gu        |  |  |  |
| 716 | Gongneung                      |                     | 1.3 | 9.0  | Séoul     | Nowon-gu        |  |  |  |
| 717 | Taereung                       |                     | 0.8 | 9.8  | Séoul     | Nowon-gu        |  |  |  |
| 718 | Meokgol                        |                     | 0.9 | 10.7 | Séoul     | Jungnang-gu     |  |  |  |
| 719 | Junghwa                        |                     | 0.9 | 11.6 | Séoul     | Jungnang-gu     |  |  |  |
| 720 | Sangbong                       | et Ligne Gyeongchun | 1.0 | 12.6 | Séoul     | Jungnang-gu     |  |  |  |
| 721 | Myeonmok                       |                     | 0.8 | 13.4 | Séoul     | Jungnang-gu     |  |  |  |
| 722 | Sagajeong                      |                     | 0.9 | 14.3 | Séoul     | Jungnang-gu     |  |  |  |
| 723 | Yongmasan                      |                     | 0.8 | 15.1 | Séoul     | Jungnang-gu     |  |  |  |
| 724 | Junggok                        |                     | 0.9 | 16.0 | Séoul     | Gwangjin-gu     |  |  |  |
| 725 | Gunja                          |                     | 1.1 | 17.1 | Séoul     | Gwangjin-gu     |  |  |  |
| 726 | Grand parc des enfants         |                     | 1.1 | 18.2 | Séoul     | Gwangjin-gu     |  |  |  |
| 727 | Université de Konkuk           |                     | 0.8 | 19.0 | Séoul     | Gwangjin-gu     |  |  |  |
| 728 | Parc d'attractions de Ttukseom |                     | 1.0 | 20.0 | Séoul     | Gwangjin-gu     |  |  |  |
| 729 | Cheongdam                      |                     | 2.0 | 22.0 | Séoul     | Gangnam-gu      |  |  |  |
| 730 | Mairie de Gangnam-gu           |                     | 1.1 | 23.1 | Séoul     | Gangnam-gu      |  |  |  |
| 731 | Hak-dong                       |                     | 0.9 | 24.0 | Séoul     | Gangnam-gu      |  |  |  |
| 732 | Nonhyeon                       |                     | 1.0 | 25.0 | Séoul     | Gangnam-gu      |  |  |  |
| 733 | Banpo                          |                     | 0.9 | 25.9 | Séoul     | Seocho-gu       |  |  |  |
| 734 | Terminal de bus express        |                     | 0.9 | 26.8 | Séoul     | Seocho-gu       |  |  |  |
| 735 | Naebang                        |                     | 2.2 | 29.0 | Séoul     | Seocho-gu       |  |  |  |
| 736 | Isu                            |                     | 1.0 | 30.0 | Séoul     | Dongjak-gu      |  |  |  |
| 737 | Namseong                       |                     | 1.0 | 31.0 | Séoul     | Dongjak-gu      |  |  |  |
| 738 | Université de Soongsil         |                     | 2.0 | 33.0 | Séoul     | Dongjak-gu      |  |  |  |
| 739 | Sangdo                         |                     | 0.9 | 33.9 | Séoul     | Dongjak-gu      |  |  |  |
| 740 | Jangseungbaegi                 |                     | 0.9 | 34.8 | Séoul     | Dongjak-gu      |  |  |  |
| 741 | Sindaebangsamgeori             |                     | 1.2 | 36.0 | Séoul     | Dongjak-gu      |  |  |  |
| 742 | Boramae                        |                     | 0.8 | 36.8 | Séoul     | Yeongdeungpo-gu |  |  |  |
| 743 | Sinpung                        |                     | 0.9 | 37.7 | Séoul     | Yeongdeungpo-gu |  |  |  |
| 744 | Daerim                         |                     | 1.4 | 39.1 | Séoul     | Yeongdeungpo-gu |  |  |  |
| 745 | Namguro                        |                     | 1.1 | 40.2 | Séoul     | Guro-gu         |  |  |  |
| 746 | Complexe numérique de Gasan    |                     | 0.8 | 41.0 | Séoul     | Geumcheon-gu    |  |  |  |
| 747 | Cheolsan                       |                     | 1.4 | 42.4 | Bucheon   | Gwangmyeong     |  |  |  |
| 748 | Gwangmyeongsageori             |                     | 1.3 | 43.7 | Bucheon   | Gwangmyeong     |  |  |  |
| 749 | Cheonwang                      |                     | 1.7 | 45.4 | Séoul     | Guro-gu         |  |  |  |
| 750 | Onsu                           |                     | 1.5 | 46.9 | Séoul     | Guro-gu         |  |  |  |
| 751 | Kkachiul                       |                     | 2.2 | 49.1 | Bucheon   | Bucheon         |  |  |  |
| 752 | Stade de Bucheon               |                     | 1.2 | 50.3 | Bucheon   | Bucheon         |  |  |  |
| 753 | Chunui                         |                     | 0.9 | 51.2 | Bucheon   | Bucheon         |  |  |  |
| 754 | Sinjungdong                    |                     | 1.0 | 52.2 | Bucheon   | Bucheon         |  |  |  |
| 755 | Mairie de Bucheon              |                     | 1.1 | 53.3 | Bucheon   | Bucheon         |  |  |  |
| 756 | Sang-dong                      |                     | 0.9 | 54.2 | Bucheon   | Bucheon         |  |  |  |
| 757 | Gymnase de Samsan              |                     | 1.1 | 55.3 | Incheon   | Bupyeong-gu     |  |  |  |
| 758 | Gulpocheon                     |                     | 0.9 | 56.2 | Incheon   | Bupyeong-gu     |  |  |  |
| 759 | Mairie de Bupyeong-gu          |                     | 0.9 | 57.1 | Incheon   | Bupyeong-gu     |  |  |  |
| 760 | Sangok                         |                     | 1.6 | 58.7 | Incheon   | Seo-gu          |  |  |  |
| 761 | Seongnam                       |                     | 2.3 | 61.0 | Incheon   | Seo-gu          |  |  |  |
|     |                                |                     |     |      |           |                 |  |  |  |

## Exploitation

### Services
Bien que la plupart des trains circulent entre Jangam et Seongnam, certains trains commencent leur trajet à la station Onsu et certains trains partent de la station de Dobongsan.
Tous les trains de la ligne 7 sont surveillés par 1 008 caméras de télévision en circuit fermé qui ont été installées depuis juin 2012.

### Matériel roulant
- Seoul Metro 7000 series
  - 1er génération – depuis 1995
  - 2nd génération – depuis 1999
  - 3ème génération – depuis 2010
  - 4ème génération – depuis 2019
  - 5ème génération – depuis 2021
  - (Futur) 6ème génération – pour 2025
  - (Futur) 7ème génération – pour 2027
  - (Futur) 8ème génération – pour 2027
  - (Futur) 9ème génération – pour 2025
  - (Futur) 10ème génération – pour 2026

## Projet
Une extension au nord, est en construction, elle ajoutera six stations et fournira une correspondance avec la ligne du Métro d'Uijeongbu.